# Rotsklimmen

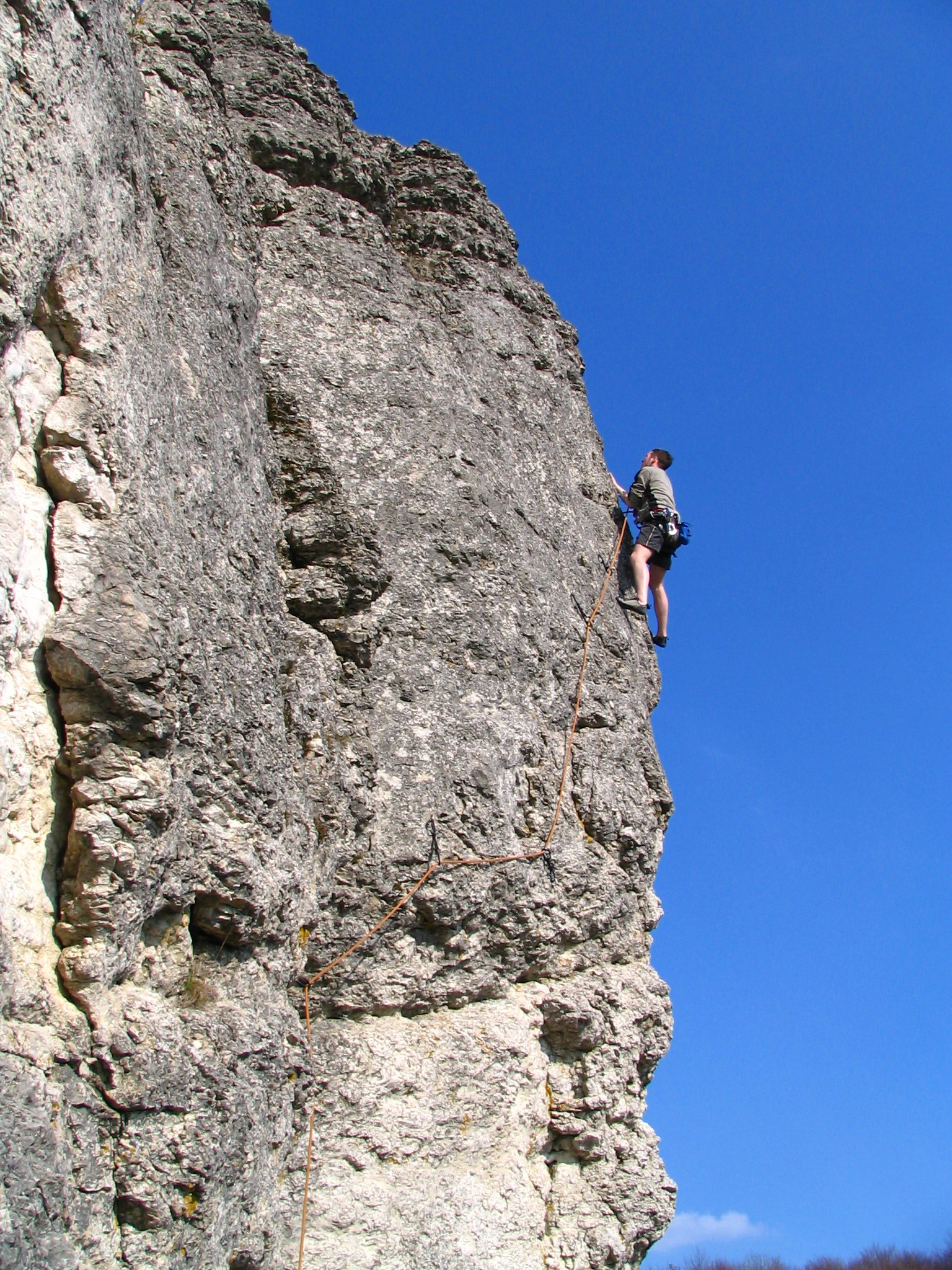
Rotsklimmen

Rotsklimmen is een sport op rotsen met klimmende bewegingen. Het in dit artikel bedoelde rotsklimmen wordt meestal gedaan als sport of recreatie, soms als beroepsactiviteit.
Een beroepsactiviteit is bij rotsklimmen bijvoorbeeld het aanbrengen van beschermingsnetten op de rotsen die gelegen zijn langs de wegen. Het recreatief of als sport rotsen beklimmen heet klimsport. Een conflictsituatie met de natuurbescherming kan ontstaan, als rotsen worden beklommen, waar zich nesten van arenden, uilen en andere beschermde roofvogels bevinden. Daarom moet vóór het beginnen van een tocht worden geïnformeerd naar de aanwezigheid van deze dieren en naar op grond daarvan geldende klimverboden.
De meeste rotsen in België vallen onder het beheer van klimclubs en privéinstellingen zoals outdoororganisaties. Daar deze rotsen aan hoge prijzen worden gehuurd, onderhouden en uitgerust worden, is de toegang logischerwijs voorbehouden aan de leden en degenen die voldoen aan de door deze organisatie opgelegde toegangsvoorwaarden. 
In Frankrijk zijn de meeste klimrotsmassieven daarentegen vrij toegankelijk. Buitenlanders mogen in België op de klimrotsmassieven indien zij in orde zijn met een UIAA-lidmaatschap. Voor Nederlanders bestaat in België een speciale regeling.
Men moet bij het rotsklimmen eveneens rekening houden met de burgerlijke verantwoordelijkheid en zijn persoonlijke ongevallen verzekering, klimongevallen worden in vele gevallen slechts gedekt door een speciale klimverzekering. Dit brengt mede dat een lidmaatschap bij een klim- en bergsportvereniging noodzakelijk is. Er bestaan initiatiedagen bij alle organisaties die het rotsklimmen voor één of twee dagen mogelijk maken. Outdoororganisaties hebben een eigen regeling, ook is het rotsklimmen hier beperkt tot het zogenoemd top-rope klimmen.
In Duitsland is de toegankelijkheid van deelstaat tot deelstaat verschillend geregeld. In Beieren zijn de mogelijkheden voor de sport ruimer dan in bijvoorbeeld Noordrijn-Westfalen. Een overkoepelende organisatie, Interessengemeinschaft Klettern of IG Klettern, coördineert een en ander, en houdt rekening met enerzijds de belangen van de beoefenaars van het rotsklimmen (Duits: Klettern), en anderzijds die van natuurbeschermers en -beheerders.  
Een gezien de ligging voor Nederlanders interessant rotsklimgebied is de bergrug Ith in het Leinebergland, nabij Hamelen en Hildesheim.

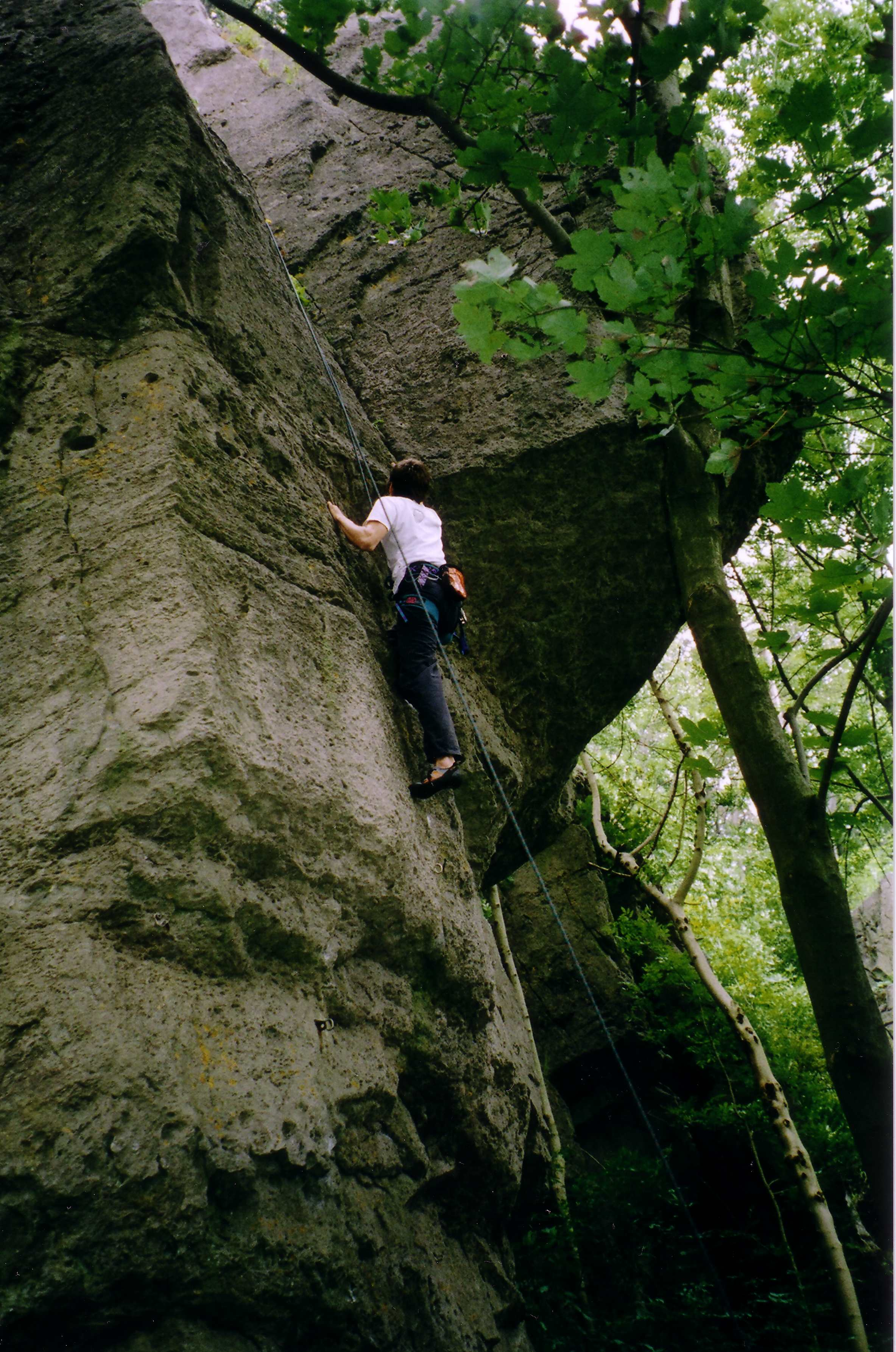
Rotsklimmer in de Ith (foto uit 2005)